# Catopsis berteroniana
Catopsis berteroniana (Schult. e Schult.f.) Mez, 1896 è una pianta appartenente alla famiglia Bromeliaceae.
Si pensa che sia una pianta carnivora, simile a Brocchinia reducta, ma le prove sono contrastanti. All'interno delle sue urne finiscono degli insetti, che però non vengono digeriti da enzimi prodotti dalla pianta stessa, come invece accade in Brocchinia.

## Distribuzione e habitat
Il suo areale va dalla Florida al Brasile.
È una pianta che generalmente vive come epifita sui rami  degli alberi posti in piena luce.